# Chaptalia integerrima
Chaptalia integerrima là một loài thực vật có hoa trong họ Cúc. Loài này được (Vell.) Burkart mô tả khoa học đầu tiên năm 1944.